# El Cóndor (periódico)
El Cóndor es un periódico matutino chileno, de carácter regional, distribuido en la comuna de Santa Cruz, Región del Libertador Bernardo O'Higgins.

## Historia

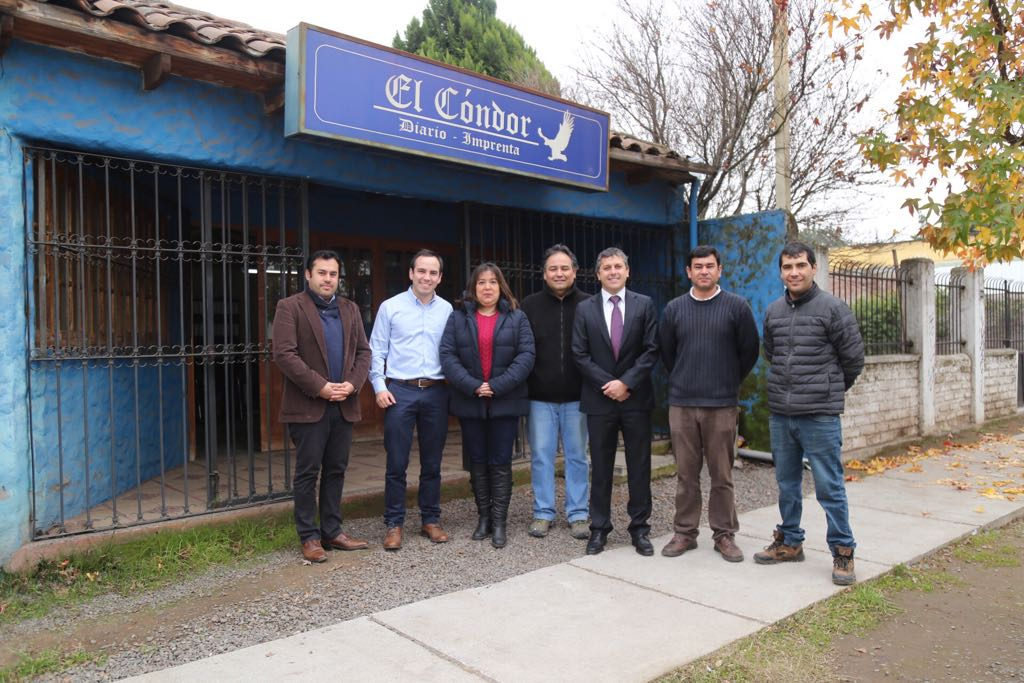
El intendente Juan Manuel Masferrer (quinto de izquierda a derecha) en el frontis de El Cóndor.

Fue fundado por Adeodato García Valenzuela el 17 de agosto de 1917, aunque la Biblioteca Nacional asigna su primera publicación al 2 de agosto de 1917. Inicialmente estuvo vinculado al Partido Liberal, siendo uno de sus primeros directores Carlos Finsterbusch Decher.
A partir del Frente Popular, fue órgano del Partido Radical, teniendo entre sus directores a miembros de dicho partido como Eduardo Mella Mella (quien asumió como diputado en 1945); Hernán García Valenzuela (gobernador del departamento de Santa Cruz entre 1938 y 1940) y Luis Mandujano.
El periódico suspendió sus publicaciones entre el 6 de septiembre de 1946 y el 17 de mayo de 1952, y entre el 19 de agosto y el 3 de noviembre de 1962. En ese último año Carlos Peña y Lillo asumió como director del periódico, convirtiéndolo en quincenal y adquiriendo una nueva prensa. En 1964 la dirección fue asumida por Sergio Wartenberg Hernández hasta el 30 de julio de 1970, fecha en que El Cóndor fue adquirido por una sociedad encabezada por Antonio Molfino. Maximiano Errázuriz fue designado como nuevo director del periódico.
Errázuriz fue elegido diputado en las elecciones parlamentarias de 1973, por lo que el 20 de mayo de ese año entregó la dirección del periódico al entonces corresponsal de El Mercurio Aquiles de la Fuente (Adelaf). En 1978 el periódico fue rematado y adquirido por una sociedad constituida por sus propios trabajadores. En 2008 aumentó su periodicidad y se convirtió en diario.

## Directivos del periódico
- Director: Aquiles de la Fuente.
- Editor periodístico: Sergio Salinas O'Shee.
- Representante Legal: Luis Rojas Rivera.
- Revisión y Ortografía: Nelly Oyarzún Villalón.
- Diagramación: Marcela Muñoz Contreras.
- Impresión Offset: Ricardo Cordero Correa, José Luis Pérez Cornejo.
- Compaginación: Víctor Cordero Parraguez.